# Physocephala floridana
Physocephala floridana är en tvåvingeart som beskrevs av Camras 1957. Physocephala floridana ingår i släktet Physocephala och familjen stekelflugor. Inga underarter finns listade i Catalogue of Life.